# Simboli miru
Številni simboli miru so bili uporabljeni na različne načine v različnih kulturah in kontekstih. Goloba in oljčno vejo so simbolično uporabljali zgodnji kristjani, nato pa sta postala simbola sekularnega miru, ki ga je po drugi svetovni vojni populariziral Pablo Picasso. V petdesetih letih je Gerald Holtom kot znak za britansko kampanjo za jedrsko razorožitev, skupino ki je v ospredju mirovnega gibanja v Združenem kraljestvu, sprejel "znak miru", ki so ga sprejeli aktivisti za boj proti vojni v ZDA in drugod. Znak V in zastava miru sta postala tudi mednarodni simbol miru.

## Oljčna veja

### Antika
Uporaba oljčne veje kot simbola miru v zahodni civilizaciji sega vsaj do 5. stoletja pred našim štetjem. Oljčna veja, za katero so Grki verovali, da je odpravljala zle duhove, je bila ena od lastnosti Eirene, grške boginje miru. Irene (ki so ga Rimljani imenovali Paks) se je pojavljala na rimskih cesarskih kovancih z oljčno vejo.
Rimski pesnik Vergilij (70–19 pr. n. št.) je uporabil oljčno vejo kot simbol miru v svoji Eneidi.